# アブデラジズ・バラダ
アブデラジズ・バラダ（アラビア語: عبد العزيز برادة; Abdelaziz Barrada, 1989年6月19日 - 2024年10月24日）は、フランス・プロヴァン出身の元プロサッカー選手。現役時代のポジションはミッドフィールダー。

## 経歴

### クラブ
2007年からパリ・サンジェルマンFCのリザーブチームに所属し、2010年にスペインのヘタフェCFに移籍した。
2013年7月6日、UAEリーグ・アル・ジャジーラ・クラブへの移籍が合意した。

### 代表
フランス代表とモロッコ代表でプレーすることができ、ユース世代ではモロッコ代表としてプレーし、アフリカ U-23選手権2011で準優勝した。
2012年2月29日親善試合ブルキナファソ代表戦でモロッコ代表デビューした。2012年10月13日のアフリカネイションズカップ2013予選、モザンビーク戦で代表初得点を挙げた。

### 死去
2021年に現役を引退した後はフランスに在住していたが、2024年10月24日に突然の心臓発作に襲われて亡くなったという。35歳没。

## 所属クラブ
- USセナール＝モワシー（フランス語版） 2006-2007
- パリ・サンジェルマンFC B 2007-2010
- ヘタフェCF B 2010-2011
- ヘタフェCF 2011-2013
- アル・ジャジーラ・クラブ 2013-2014
- オリンピック・マルセイユ 2014-2016
- アル・ナスルSC 2016-2018
- アンタルヤスポル 2018-2019

→  ジムナスティック・タラゴナ 2019
- アル・シャハニアSC 2019-2020
- USリュシタノ・サン＝モール 2020-2021